# Anomala laticlypea
Anomala laticlypea är en skalbaggsart som beskrevs av Lin 1999. Anomala laticlypea ingår i släktet Anomala och familjen Rutelidae. Inga underarter finns listade i Catalogue of Life.